# Penglai
Penglai (蓬莱市S, PéngláiP), nota in passato come Dengzhou o Tengchow, è una città-contea della Cina, situata nella provincia dello Shandong e amministrata dalla prefettura di Yantai.